# Grotte de Cloggs
La grotte de Cloggs est une grotte et un abri sous roche située sur une falaise le long de la Snowy River gorge près de la ville de Buchan dans l’État de Victoria. Elle abrite de nombreux vestiges archéologiques aborigènes.

## Description
La grotte est située sur le territoire du clan Krowathunkooloong de la nation Gunai. Le toit de l'abri sous roche à l'extérieur de la grotte a été fortement noirci par les feux de camp. Un passage mène à une chambre intérieure avec un toit de type cathédrale.
La grotte a été découverte par Joséphine Flood, lors d'un déplacement vers un autre site de fouilles, situé dans l'Est de l'État de Victoria. Les fouilles ultérieures conduites par celle-ci dans l'abri sous roche ont révélé de nombreuses preuves du travail de la pierre de type tradition australienne du petit outil. Des recherches dans la grotte ont permis d'établir que le site a probablement été d'abord occupé il y a environ 17 000 ans, puis abandonné il y a 1 000 ans, quand les environs ont été occupés. 
Considérant les quantités relativement faibles de déchets d'outils de pierre trouvées sur le site, il est probable que ce dernier ait été occupé de façon intermittente dans le cadre d'une utilisation pour la chasse que comme lieu d'habitation sédentaire. L'analyse stratigraphique révèle notamment des couches contenant à la fois des outils en pierre et en os avec de l'ocre et de nombreux ecofacts. L'assemblage archéologique appartient la tradition australienne de l'outil et du grattoir.
La grotte de Cloggs a été le premier site du Pléistocène à être trouvé avec des os intacts. Des restes d'os d'espèce de la mégafaune et de marsupiaux éteintes datés entre 27 500 et 24 500 ans, ont été trouvés mais ne sont pas associés à l'occupation humaine du site.
La grotte a joué un rôle important dans la démonstration de l'ancienneté du peuplement autochtone dans le Sud-Est de l'Australie, notamment en raison du caractère quasi-continu de son occupation jusque dans les années 1830 - 1860.
On y a découvert des bâtons enduits de graisse humaine ou animale et partiellement brûlés datant d’il y a onze mille et douze mille ans qui pourrait démontrer la transmission orale, sans interruption, d’une pratique de sorcellerie aborigène sur 500 générations.